# Tỷ lệ giới tính
Trong thống kê giới tính ở sinh vật, tỷ số giới tính là thương số giữa số lượng giống đực (nam giới khi nói về dân số của người) và số lượng giống cái (nữ giới khi nói về dân số của người) hoặc ngược lại.
Ở người, khi lấy thống kê trên diện rộng, tỷ lệ này xấp xỉ bằng 1:1, thay đổi tùy theo độ tuổi. Ronald Fisher là người đầu tiên giải thích tỷ lệ giới tính 1:1 ở người. Khi độ tuổi tăng, tỷ lệ này nghiêng về nữ giới. Tỷ số giới tính thay đổi theo tuổi, thường vào khoảng 1,05 lúc sinh, 1,00 lúc 18 tuổi, sau đó <1 do giới nam bị chết nhiều hơn nữ.
Ở một số loài sinh vật, tỷ lệ này rất khác với 1:1.